# جاماسب (ملك ساساني)
جاماسب ملك ساساني حكم من 496 إلى 498. وكان الشقيق الأصغر للملك قباد بن فيروز وتم تثبيته على العرش الساساني بعد خلع الأخير من قبل أعضاء طبقة النبلاء.